# Baesweiler
Baesweiler – miasto w Niemczech, w kraju związkowym Nadrenia Północna-Westfalia, w rejencji Kolonia, w regionie miejskim Akwizgran. W 2010 roku miasto liczyło 27 898 osób. Jest trzecim co do wielkości miastem powiatu. Do 1974 r. miasto miało połączenie trolejbusowe z Akwizgranem.

## Współpraca
Miejscowości partnerskie:
- Easington, Wielka Brytania – od 1975
- Montesson, Francja – od 1990